# Colchicin
Colchicin, auch Colchizin, ist ein toxisches Alkaloid aus der Gruppe der Colchicin-Alkaloide und ist ein seit Jahrhunderten bekanntes Gift sowie Medikament. Es gilt als ein potentielles Mutagen.
Sein Name bezieht sich auf das Vorkommen in der Herbstzeitlosen (Colchicum autumnale).

## Geschichte
Colchicin ist eines der am längsten bekannten und genutzten Medikamente. Der Papyrus Ebers belegt, dass es bereits um 1550 v. Chr. im Alten Ägypten verwendet wurde. Es ist seitdem als Medikament gegen verschiedene inflammatorische Krankheiten im Gebrauch.
1763 wurde es durch Baron Anton von Störk populär, er setzte es als antiinflammatorisches Mittel sowie als Medikament gegen Gelenkschmerzen ein und normalisierte dessen Einsatz als Arzneidroge. Die erste reine Isolation von Colchicin gelang P. J. Pelletier und J. Caventou. Dies ermöglichte nach langer Forschung 1945 die Erstellung der korrekten strukturellen Formel durch Dewar. Im Jahre 1959 gelang Albert Eschenmoser und seinem Team eine erste vollständige Synthese von Colchicin mit dem Ausgangsstoff Purpurogallin. Diese Synthese war allerdings höchst ineffizient und langwierig mit 22 Schritten und einer Ausbeute von nur 0,00006 %.

Weiterhin wurde 1965 auch die biologische Wirkung von Colchicin im Körper klarer, durch die Entdeckung der Beziehung von Colchicin zu Tubulin, dies erforschten Gary Borisy und Edwin Taylor. 2009 wurde Colchicin in den USA als Medikament zugelassen und ist heutzutage meist nur bei Unverträglichkeit gegen andere Medikamente oder gegen akute Gicht-Anfälle im Einsatz.

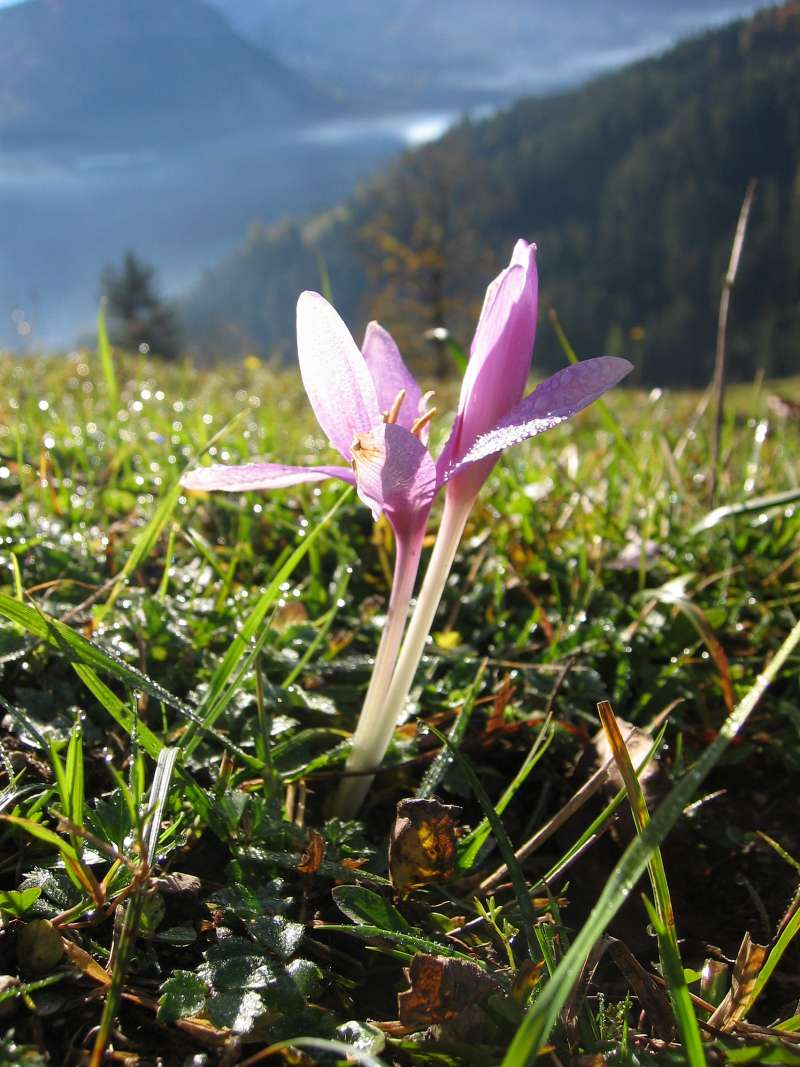
Die Blüte der Herbstzeitlose enthält 1,8 % Colchicin

## Vorkommen
Colchicin wird aus der Blüte der Blume Colchicum autumnale, auch Herbstzeitlose genannt, gewonnen. Colchicum autumnale ist in Europa weit verbreitet und blüht vorwiegend im September und Oktober, durch ihr hübsches, oft mit Krokussen verwechseltes Aussehen kommt sie auch oft als Zierpflanze zum Einsatz.
Die Herbstzeitlose (Ordnung: Lilienartige, Familie: Zeitlosengewächse) wurde 2010 zur Giftpflanze des Jahres gewählt.
Mit 1,8 % Colchicin enthält die Blüte den höchsten Anteil an Wirkstoff, gegenüber den Samen, der Knolle und den Blättern.
Um Colchicin aus den Blüten zu extrahieren, gibt es verschiedene Methoden. Die beliebteste ist die Extraktion mit Ethanol:
Hierbei werden Blüten in kochenden Alkohol gegeben, um die darin enthaltenen Wirkstoffe zu lösen. Das Extrakt wird gereinigt und der Alkohol aus der Lösung verdampft. Der verbleibende Rückstand wird mit Wasser gemischt, damit hydrophobe Stoffe wie Fette und Harze, welche sich noch im Extrakt befinden, abgefiltert werden können. Dieses Filtrat wird mit Chloroform extrahiert und anschließend verdampft. Der verbleibende Rückstand enthält das Colchicin und wird durch Wiederholung des Prozesses so lange gereinigt, bis das Colchicin auskristallisiert, was einen ausreichenden Reinheitsgrad indiziert.

## Stereochemie
Colchicin besitzt ein Stereozentrum, somit existieren zwei Enantiomere. Ist der Name Colchicin durch keinen Deskriptor näher gekennzeichnet, ist das natürlich vorkommende (S)-(–)-Colchicin gemeint.
(R)-(+)-Colchicin ist das Enantiomer von (S)-(–)-Colchicin, kommt in der Natur nicht vor und ist praktisch bedeutungslos.
| Enantiomere von Colchicin |                      |                   |
| Name                      | (S)-(–)-Colchicin    | (R)-(+)-Colchicin |
| Strukturformel            |                      |                   |
| CAS-Nummer                | 64-86-8              | 75520-89-7        |
| CAS-Nummer                | 54192-66-4 (Racemat) |                   |
| EG-Nummer                 | 200-598-5            |                   |
| ECHA-Infocard             | 100.000.544          |                   |
| PubChem                   | 6167                 | 53278             |
| PubChem                   | 2833 (Racemat)       |                   |
| Wikidata                  | Q326224              | Q27122333         |
| Wikidata                  | Q26998324 (Racemat)  |                   |

## Synthese

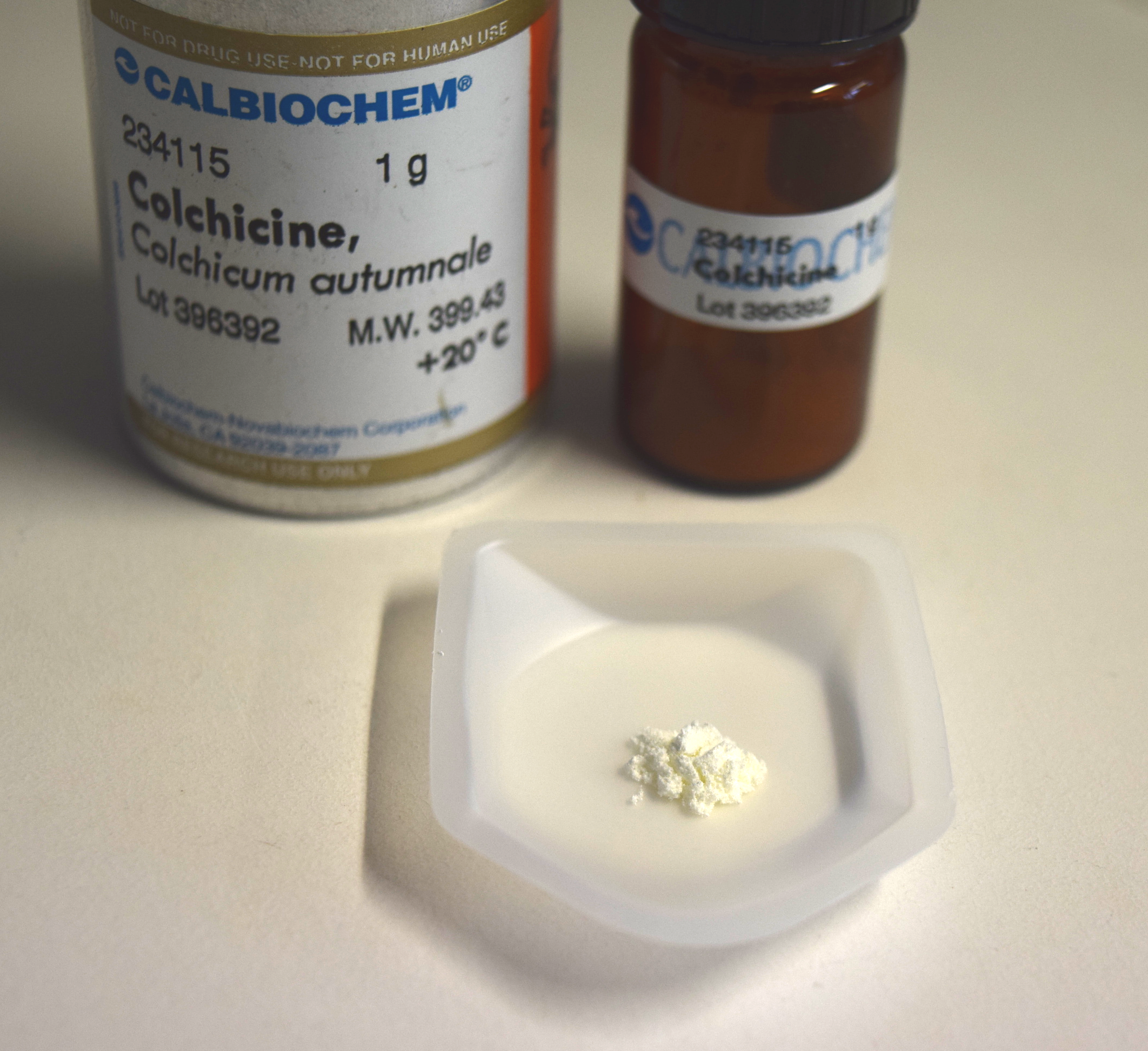
Colchicin als Reinsubstanz

Eine Totalsynthese von Colchicin ausgehend von Purpurogallin gelang dem Chemiker Albert Eschenmoser und Mitarbeitern 1959 an der ETH Zürich.
Bevor eine Synthese durchgeführt werden konnte, musste zunächst die einzigartige Struktur des Colchicins verstanden werden. So konnte durch ein Syntheseprodukt des Colchicins in den 1950er Jahren nachgewiesen werden, dass der zweite Ring des Alkaloids siebengliedrig ist. Mittels spektroskopischer, chemischer und röntgenographischer Untersuchungen ließ sich in den folgenden Jahren beweisen, dass es sich im dritten Ring um einen Tropolon-Ring handelt, wodurch eine Synthese erstmals ermöglicht wurde.
Desacetyl-Colchicein ist eine Vorläuferverbindung von Colchicin und der wichtigste Bestandteil zur vollständigen Synthese von Colchicin.
Zuerst reagiert Pyrogallol zu Purpurogallin durch Oxidation mit Kaliumpermanganat in Gegenwart von Schwefelsäure, woraus das Benzsuberon-Derivat hergestellt wird. Mittels interner Alkylierung wird später die Einführung einer Kohlenstoffkette erreicht. Daraufhin entsteht eine a-Pyron-Verbindung, die als Hilfsmittel für den Aufbau des Tropolon-Ringes dient. Eine Dienreaktion des a-Pyrons mit Chlormethyl-maleinsäure-anhydrid führt unter Abspaltung von Kohlenstoffdioxid zu einem tetracyclischen Anhydrid. Das tetracyclische Anhydrid wird in einen Dimethylester umgewandelt, woraufhin die Ringerweiterung durch Kaliumamylat zum Cycloheptatrien-dicarbonsäure-diester erfolgt. Schlussendlich entsteht nach Durchlauf von mehreren Zwischenstufen das Desacetyl-colchicein.

## Analytik
Die zuverlässige qualitative und quantitative Bestimmung von Colchicin in Humanplasma gelingt durch Kopplung der HPLC mit der Massenspektrometrie nach adäquater Probenvorbereitung. Die Analytik von Urinproben ist ebenfalls mit dieser Methodik möglich. Auch für forensische Fragen stehen Verfahren mit besonderer Probenvorbereitung zur Verfügung.

## Wirkung
Colchicin ist ein Mitose-Hemmstoff, der die Ausbildung der Spindelfasern hemmt, indem er an freie Mikrotubuli-Untereinheiten bindet, die damit nicht mehr für den Spindelfaseraufbau bei der Zellkernteilung zur Verfügung stehen.
Die Vorgänge der Kernteilung werden dadurch nicht unterbrochen, sondern die Zellen durchlaufen die Mitosephasen sowie die Zellteilung mit unterschiedlichem Resultat. Wegen des gestörten Spindelapparates kommt es nicht mehr zur korrekten äquatorialen Ausrichtung der Chromosomen in der Metaphase. Ebenso unterbleibt die Aufteilung der Schwesterchromatiden während der Anaphase. Bei den Teilungsvorgängen entstehen daher ungleiche Tochterzellen mit verschiedenem Gehalt an Chromosomen. Eine Zelle mit fehlenden Chromosomen oder ohne Chromosomensatz ist nicht lebensfähig. Die andere Zelle mit überzähligen Chromatiden verdoppelt in der Interphase die Chromosomen. Tierische Zellen mit Polyploidie sterben meist ab.

### Biologische Bedeutung
Colchicin hemmt allgemein die Mobilisierung und Migration der Neutrophilen sowie die Freisetzung von Proteinen bei der Phagozytose.
Die Wirkung beruht auf der Inhibition der Freisetzung von CCF, wodurch das Recruitment von Neutrophilen stark behindert wird. Auch wird die Adhäsion mittels Inhibition von Leukotrien B4 sowie verminderter L-selectin Expression gestört. So können Neutrophile nicht mehr an den Endothelzellen binden. In höheren Konzentrationen wird auch die Bildung von NLRP3-Inflammasomen gehemmt. Diese Inflammasomen sind für die Expression von IL-1β verantwortlich, wodurch die Immunantwort beträchtlich gestört wird.
Als Folge werden die Gelenke des Patienten weniger gereizt, welches einen schmerzlindernden Effekt nach sich zieht.
Diese entzündungshemmende Wirkung von Colchicin beruht auf den antimitotischen Eigenschaften des Alkaloids durch Bindung an den Tubuli.

### Botanische Bedeutung
Colchicin wird schon sehr lange im Pflanzenbau genutzt. Dabei kommt das Alkaloid vor allem in der Obst- und Getreidezüchtung, zum Beispiel beim Wassermelonenanbau, zum Einsatz, da es den Ertrag der Pflanzen erhöht.
Um diesen Effekt zu erhalten, werden die Samen der Pflanze wiederholt in Colchicin-Lösung eingeweicht und erst danach eingepflanzt.
Die Wirkung des Colchicins beruht darauf, dass es, wie oben beschrieben, die Mitose hemmt, und dadurch in Pflanzen Polyploidie induziert. Darunter versteht man, dass in einer Zelle nach der Mitose mehr als ein Chromosomensatz aufzufinden ist.
Durch den erhöhten DNA-Gehalt kommt es zu einer vermehrten Genexpression und somit zu einer angeregten Proteinbildung.
Als Folge werden die Pflanzen ertragreicher, produzieren größere Früchte und werden besser bestäubt.

## Medizinische Bedeutung
Bei der Erstellung von Karyogrammen wird Colchicin eingesetzt, um die Mitose in der Metaphase zu stoppen und so Chromosomen zu gewinnen, die sich lichtmikroskopisch gut beurteilen lassen.
Für das „Gichttherapeutikum“ Colchicin finden sich zunehmend Hinweise für erfolgreiche Anwendungen bei einer Vielzahl weiterer ganz unterschiedlicher Krankheitsbilder.
In entsprechender Dosis eingenommen, werden im Körper Zellteilungsprozesse verhindert. Dadurch kommt es überall im Körper zur Bildung nichtfunktionsfähiger Zellen, deren Beseitigung das Immunsystem überlastet. Dies führt zu schweren Vergiftungserscheinungen und kann lebensgefährlich sein. Bei der Einnahme von Colchicum-Arzneien darf eine Höchstdosis nicht überschritten werden. Das Mittel fällt unter die rezeptpflichtigen Medikamente und sollte nie ohne Kontrolle durch einen Arzt eingenommen werden, da gerade Kinder, ältere Menschen und Schwangere gefährdet sein können.
Die Anwendung von Colchicin ist bei Lebensmittel liefernden Tieren gemäß der EU-Rückstandshöchstmengen-Verordnung für Lebensmittel tierischen Ursprungs in der Europäischen Union generell verboten.

### Gicht
Dieses Arzneimittel wird seit mehr als einem Jahrtausend zur Behandlung von Gicht verwendet, jedoch wurde Colchicin erst 2009 als Medikament in den USA zugelassen.
Weiterhin zeigen neue Untersuchungen an Gichtpatienten, welche Colchicin seit Jahren einnehmen, dass der Wirkstoff Colchicin vielsprechende Anwendungen in der Onkologie, Immunologie, Kardiologie sowie Dermatologie haben könnte.
Die Behandlung von autoinflammatorischen Erkrankungen erfolgt in der Regel als kontinuierliche Langzeitbehandlung, da Colchicin nur bei einer regelmäßigen Einnahme eine effiziente Wirkung erzielt.
Da bei der Behandlung mit Colchicin eine Abgrenzung zwischen nicht toxischen und toxischen bzw. letalen Dosen nur sehr schwer möglich ist, wird oft zu weniger gefährlichen Medikamenten gegriffen. Zur Gichtbehandlung eignen sich z. B. folgende Alternativen:
- Allopurinol oder Febuxostat, die die Harnsäurebildung hemmen
- Benzbromaron oder Probenecid, die die Harnsäureausscheidung steigern.

### Familiäres Mittelmeerfieber
Colchicin ist ein Grundpfeiler in der Behandlung von FMF. Es wirkt sich nachweislich positiv auf Häufigkeit der Attacken aus und senkt das Amyloidoserisiko.
Amyloidose entsteht durch eine Anhäufung des Proteins Serum Amyloid A im Körper. Dies führt zu einer Proteinurie (erhöhte Ausscheidung von Protein im Urin), welche unbehandelt zu Nierenversagen führt. Eine langsame Dosissteigerung kann abhängig vom klinischen Beschwerdebild, Entzündungsparametern und ggf. beim Vorliegen einer Amyloidose erfolgen. Die kontinuierliche tägliche Einnahme von Colchicin reduziert die Proteinurie bei Patienten mit einer Amyloid-Nierenerkrankung und verlangsamt den Fortschritt einer chronischen Niereninsuffizienz.

### Krebs
Zeitweise wurde versucht, Colchicin aufgrund seiner antimitotischen Wirkung bei der Krebstherapie einzusetzen. Da Colchicin jedoch schon bei relativ geringen Dosen eine toxische Wirkung aufweist, gibt es bisher keine zugelassenen Medikamente für solche Erkrankungen. Es wird jedoch die Tubulin-Bindungsstelle in der Onkologie erforscht, um Krebszellen potenziell bei der Zellteilung zu stören.

### Zirrhose
Auch wenn sich im Tierversuch die Faserbildung in der Leber durch die Verabreichung von Colchicin hemmen lässt, konnte bei einer klinischen Studie an 55 Patienten mit histologisch gesicherter alkoholischer Leberzirrhose keine signifikante Besserung gegenüber einer Placebogruppe festgestellt werden. Die Beobachtungszeit betrug mehr als 40 Monate. Die Nebenwirkungen waren tolerabel.

### Morbus Behçet
Beim Morbus Behçet konnten in verschiedenen Studien, insbesondere bei Kindern, positive Ergebnisse erhalten werden. Im Vergleich zu Steroiden oder Immunsuppressiva scheint Colchicin vorteilhaft aufgrund der besseren Langzeitverträglichkeit.

### (Akute) Perikarditis
Auch bei akuter Perikarditis zeigt Colchicin antiinflammatorische Wirkungen. Bei einer Behandlung mit dem Alkaloid erleiden nur wenige Patienten einen Rückfall, während ein Wiedereintritt der Krankheit ohne eine Behandlung mit Colchicin vermehrt auftritt.

### SARS-CoV-2-Infektion
Bei stationär behandelten Menschen mit moderater bis schwerer COVID-19‐Erkrankung hat Colchicin nach aktueller Forschung einen geringen bzw. keinen Nutzen. Ähnliche Wirkungen zeigen sich bei leicht erkrankten Patienten mit fast keinen Symptomen.
Zu Beginn der Corona-Situation wurden verschiedene antiinflammatorische Therapieansätze mit Colchicin in der COVID-19-Behandlung in klinischen Studien untersucht. Die Ergebnisse einer Studie zeigen, dass Colchicin bei Patienten mit einer PCR-bestätigten SARS-Cov-2-Infektion das Risiko für Tod oder Hospitalisierung geringfügig und knapp signifikant reduzieren kann.

## Nebenwirkungen, Überdosis und Vergiftung

### Überdosis
Während eine therapeutische Einnahme von Colchicin bis zu einer Dosis von 2,4 mg/Tag meist als unbedenklich gilt, treten bei erhöhter Einnahme verstärkt Nebenwirkungen auf.
Dabei gibt es jedoch keine klare Grenze zwischen nicht-toxisch, toxisch und letal, da die Wirkung je nach Leber- sowie Nierenfunktion und Körpergewicht variiert. Trotzdem wird eine orale Aufnahme zwischen 0,5 mg/kg und 0,8 mg/kg als generell fatal eingeordnet. Für den Tod eines durchschnittlichen Mannes mit einem Gewicht von 85,2 kg wären nur 68,16 mg Colchicin nötig.
Die Gefahr einer Überdosis wird durch den Enterohepatischen Kreislauf verstärkt. Dieser bewirkt, dass die Metaboliten des Colchicins von der Leber zur Gallenblase über den Darm wieder zur Leber gelangen. Dadurch ist die Halbwertszeit im Körper sehr lange und beträgt (abhängig von Leberleistung und Dosis) 9,3 bis 30 Stunden.
Colchicin wird in den Epithelzellen der Leber abgebaut. Dies geschieht vor allem mittels der CYP3A4 (Cytochrom P450 3A4), einer Oxidoreduktase. CYP3A4 metabolisiert Colchicin in 3-Desmethylcolchicin, 2-Desmethylcolchicin und Colchicein. Dabei ist jedoch nur das 2-Desmethylcolchicin nicht akut toxisch. Die anderen beiden Metaboliten sind weiterhin toxisch wirksam.
Aufnahme und Absorption von Colchicin wird durch P-Glykoproteine vermindert. Diese sind für den Drug-Transport verantwortlich und befördern Colchicin zum Ort ihrer Metabolisierung.

#### Aufteilung in drei Phasen der Überdosis
Die erste Phase erfolgt in den ersten 24 Stunden nach oraler Einnahme.
Es kommt zu gastrointestinalen Schäden. Diese werden durch Bauchschmerzen, starkes Übergeben, sowie Durchfall und Blutungen des Darmtrakts reflektiert.
Die zweite Phase tritt 1-7 Tage nach Einnahme auf. Dabei erleidet der Betroffene meist eine Azidose (eine metabolische Übersäuerung). Der pH-Wert im Blut sinkt und es kommt zur Myelosuppression. Das heißt, dass die normale Blutbildung im Knochenmark aussetzt. Ebenfalls treten multiple Organ-Dysfunktionen auf und es kann in schweren Fällen zu akutem Lungenversagen kommen.
In der dritten Phase, der „Erholungsphase“, 7 bis 10 Tage nach Einnahme, regeneriert sich das Knochenmark. Weiterhin lösen sich die Organ-Störungen auf, sofern diese nicht zu schwer sind.

#### Behandlung
Es gibt zur Behandlung einer Colchicin-Vergiftung kein spezielles Heilmittel. Deswegen wird vor allem auf symptomorientierte Behandlung und einer Verhinderung der Absorption beim Treatment gesetzt. Eine Absorption kann nur dann verhindert werden, wenn Colchicin oral eingenommen wurde. Bei direkter Aufnahme in die Blutbahn ist diese nicht mehr zu verhindern.
Ein bis zwei Stunden nach Aufnahme kann eine Magenspülung die Absorption vermindern. Weiterhin ist eine Dekontamination mittels Aktivkohle kurz nach der oralen Einnahme eine sehr effektive Maßnahme, welche die toxische Wirkung des Colchicins vermindert. Allein 5 g Aktivkohle kann bis zu 90 % von 10 mg Colchicin im Magen binden und dann ausgespült werden. Aufgenommen wird die Aktivkohle mit ein wenig Wasser über eine Mund-Magensonde.
Aufgrund des hohen Flüssigkeitsverlusts (durch Erbrechen und Durchfall) ist eine Flüssigkeit- und Elektrolytzugabe essenziell, um Dehydrierung zu vermindern. Auch wird oft prophylaktisch eine Blut-Transfusion gegeben, da die normale Blutbildung im Knochenmark aussetzen kann.
Generell wird bei der Behandlung individuell auf die Beschwerden der Patienten eingegangen. Dementsprechend gibt es keine einheitliche Behandlung, da verschiedene Symptome anderer Behandlungsansätze bedürfen.

#### Mortalität
Ein Konsum oberhalb von 0,5 mg/kg wird generell als fatal eingestuft. Bei einer akuten Vergiftung liegt die Mortalität bei 14,3 bis 25 %. Dabei ist die häufigste Todesursache metabolische Übersäuerung sowie multiple Organ-Dysfunktion.
Die meisten Todesfälle treten 7 bis 10 Tage nach oraler Einnahme auf, also in der dritten Phase. Dies liegt daran, dass, sofern die Schäden sehr groß sind, der Körper nicht mehr in der Lage ist, sich zu regenerieren. Da Colchicin ebenfalls das Immunsystem schädigt, sind Betroffene auch sehr viel ungeschützter gegenüber Infekten, welche in so einem Falle viel drastischer wirken.

### Nebenwirkung
Die therapeutische Breite von Colchicin ist durch seine Vielzahl an Nebenwirkungen stark eingeschränkt.
So treten schon bei geringer Einnahme Nebenwirkungen wie Erbrechen, Bauchschmerzen sowie Durchfall auf. Diese Symptome sind auf die Reizung des gastrointestinalen Traktes zurückzuführen.
Bei erhöhter Einnahme kann es auch zu inneren Blutungen, metabolischer Übersäuerung und zur Aussetzung der normalen Blutbildung kommen (siehe Vergiftung).
Dies ist auf die antimitotische Wirkung des Medikaments zurückzuführen, da vor allem der Darm und das Knochenmark aktive Zellteilung betreiben. Diese Funktion der Organe wird aufgrund der gehinderten Zellteilung maßgeblich gestört.
Es ist anzumerken, dass eine direkte Aufnahme ins Blut zu vermehrten Nebenwirkungen führt und bei einer Überdosis signifikant schwerer zu behandeln ist. Dementsprechend ist die fatale Dosis bei einer solchen Aufnahme geringer. Auch schwerwiegende Symptome treten vermehrt auf. Deswegen ist die Zugabe im therapeutischen Kontext nur oral zugelassen.
Dies liegt daran, dass durch eine direkte Blutaufnahme keine Absorption mehr stattfinden muss und sich das Colchicin direkt sehr viel besser im gesamten Körper anreichern kann.